# Antygona w stodole
Antygona w stodole – polski film dokumentalny z 1974 roku o charakterze reportażu zrealizowany przez Tamarę Sołoniewicz, reżyser wielu filmów dokumentalnych, laureatkę wielu festiwali i konkursów filmowych.

## Problematyka filmu
W dokumencie tym zaprezentowano Koło Gospodyń Wiejskich w powiecie Ryki. Nie zajmuje się ono sprawami rolnictwa czy prowadzenia domu, lecz działalnością kulturalną. Należące do niego kobiety uczą się piosenek, monologów oraz przygotowują inscenizacje dwóch sztuk – Antygony Sofoklesa oraz Eugeniusza Oniegina Aleksandra Puszkina. Aby zrealizować te przedsięwzięcia, muszą pokonać wiele przeszkód.
Film ten jest obiektywną obserwacją, nie ma komentarza jego autorki.

## Nagrody dla T. Sołoniewicz za film
- 1974 – Nagroda Przewodniczącego Komitetu ds Radia i Telewizji (I Nagroda) w kat. filmu telewizyjnego na VI Ogólnopolskim Festiwalu Filmów Rolniczych w Lublinie
- 1975 – „Brązowy Lajkonik” na Ogólnopolskim Festiwalu Filmowym (Konkurs Krajowy) w Krakowie